# Histadrut
Die Histadrut (hebräisch für „Einordnung, Eingliederung“, mit vollem Namen: HaHistadrut haKlalit schel haʿOvdim b'Eretz Israel, הָהִסְתַּדְּרוּת הַכְּלָלִית שֶׁל הָעוֹבְדִים בְּאֶרֶץ יִשְׂרָאֵל ‚der Allgemeine Verband der Arbeiter im Lande Israel‘) ist der Dachverband der Gewerkschaften Israels. Sie wurde im Dezember 1920, und damit fast 30 Jahre vor der israelischen Staatsgründung, in Haifa gegründet und war entscheidend an der Verwirklichung des „zionistischen Projekts“ beteiligt. In den 1970er Jahren waren über 80 % der Erwerbstätigen Israels in der Histadrut organisiert. Die gesellschaftliche Stellung der Histadrut ist seither rückläufig. Bis 2003 fiel der gewerkschaftliche Organisierungsgrad auf 25 %. Unter der Dachgesellschaft Chevrat HaʿOvdim (dt. Gesellschaft der Arbeiter) vereinte die Histadrut zahlreiche Wirtschaftsunternehmen. Sie gründete mit Duldung der britischen Mandatsmacht die Militärorganisation Hagana.

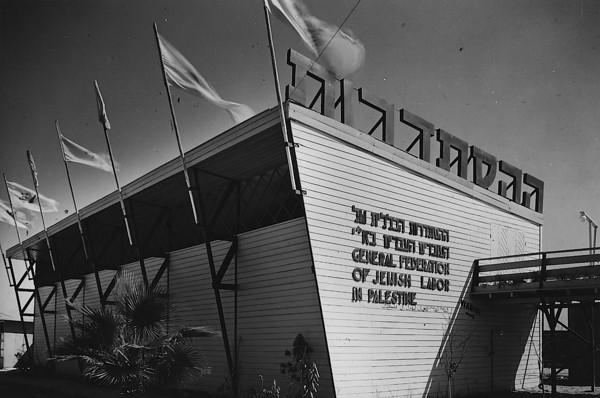
Histadrut-Pavillon an der Levante-Messe in Tel Aviv, 1934

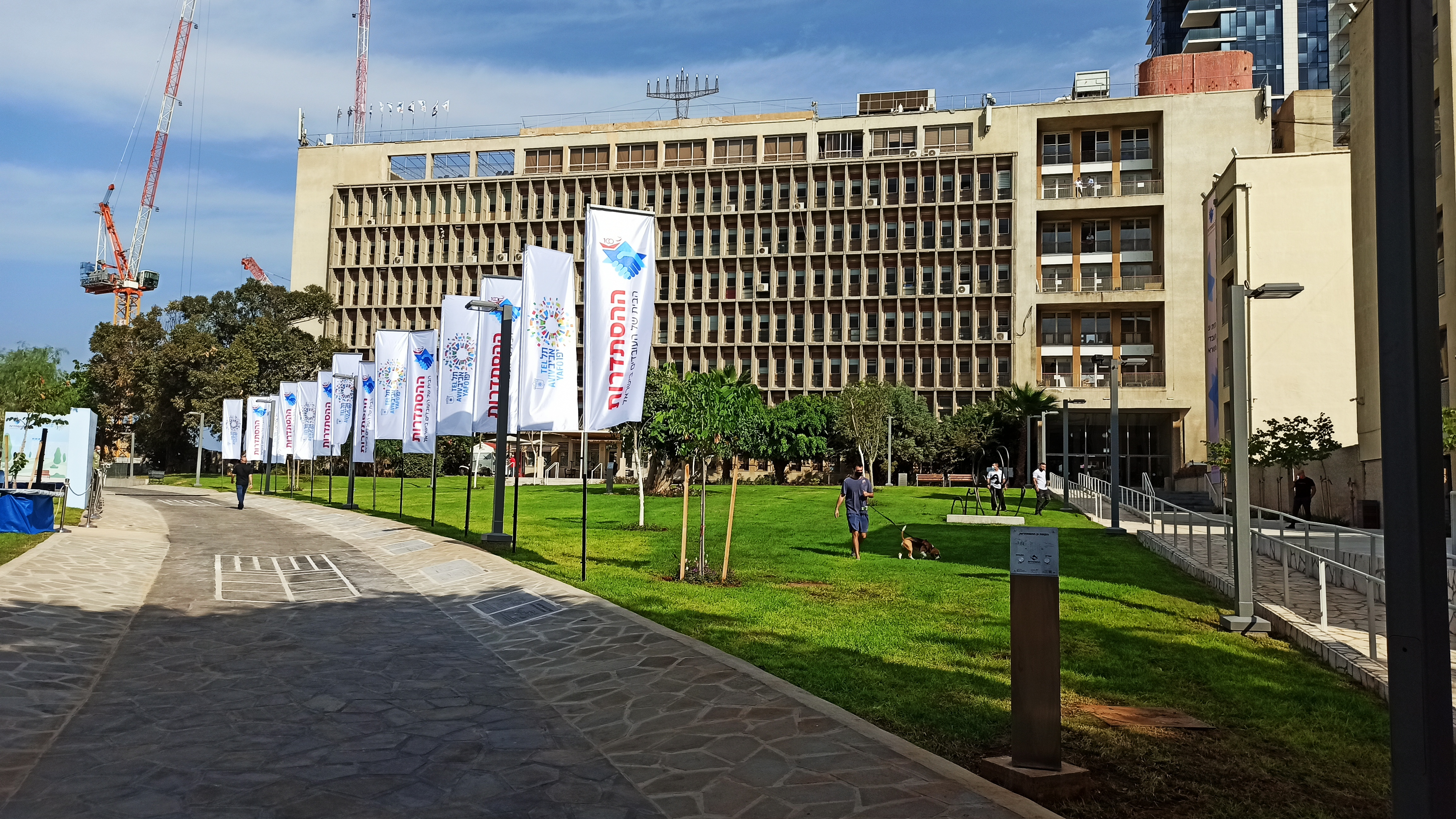
Gewerkschaftshaus Beit ha-Waʿad ha-Poʿel, 1956 von Dov Karmi, Tel Aviv

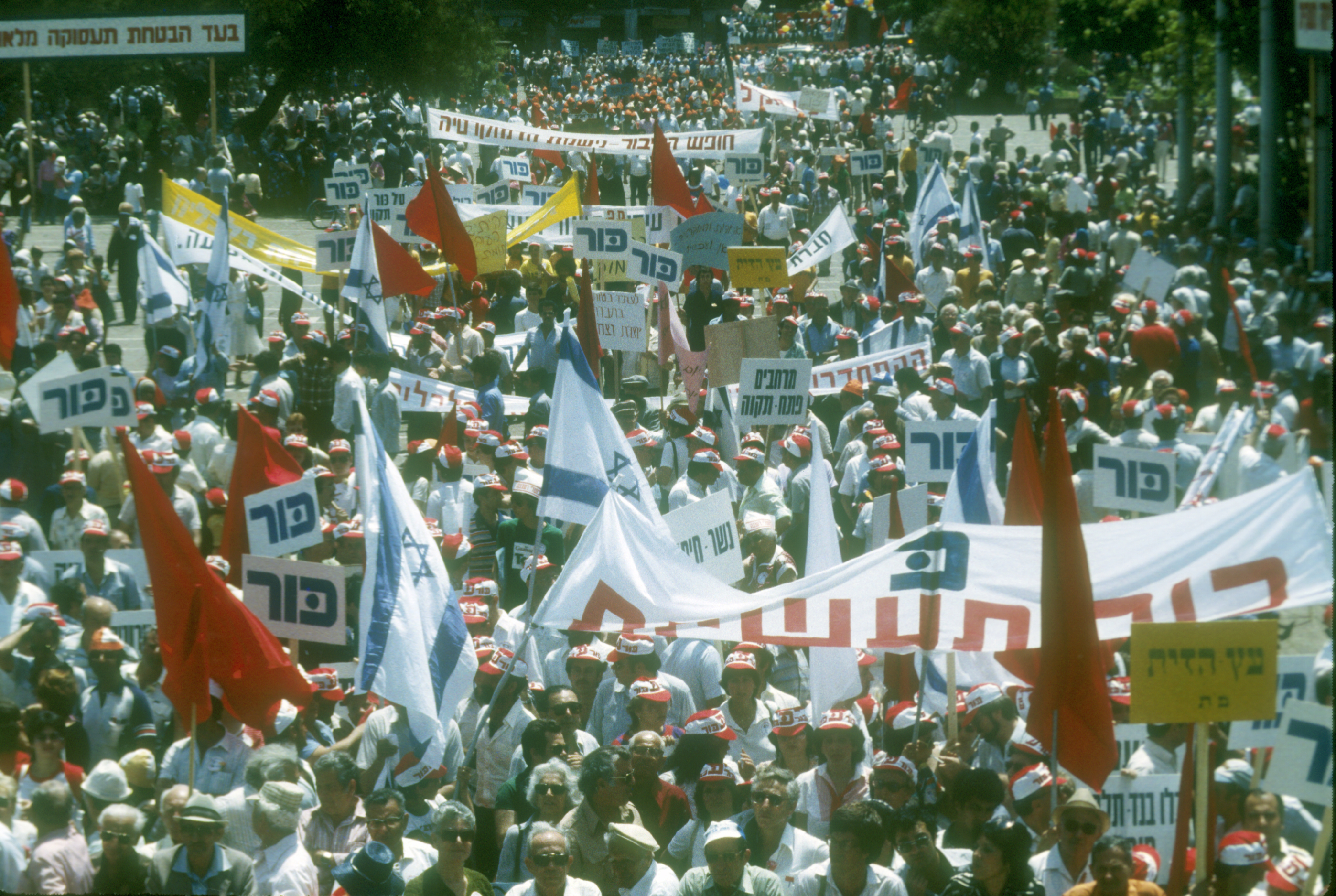
Mitglieder an der Demonstration zum Ersten Mai 1983 in Jerusalem

## Geschichte

### Aufbauphase und Konsolidierung
An einer Versammlung vom 7. bis 11. Oktober 1920 im noch im Bau befindlichen Technion von Haifa gründeten achtundachtzig Delegierte, die zu diesem Zeitpunkt 4433 Mitglieder ausschließlich jüdischer Organisationen des Jischuv vertraten, die Histadrut. Arabische Teilnehmer gab es nicht. Diese Strukturen basierten in weiten Teilen auf bereits in Polen organisierten personellen und parteipolitischen Grundlagen. 1924 erreichte sie bei den jüdischen Arbeitern Palästinas einen Organisierungsgrad von 70 %. 1927 zählte die Histadrut rund 22.000 Mitglieder, 1930 waren es mit 25.400 bereits 74 %.
Für Frauen entstand die Moʿezet HaPoʿalot (dt. Rat der Arbeiterinnen). Zusammen mit Na’amat band sie Frauen in ihre Strukturen ein und befähigte sie für Leitungsfunktionen im überwiegend patriarchalischen Israel. Neben Golda Meir brachte sie z. B. Ora Namir, Mascha Lubelsky und die arabisch-israelischen Politikerinnen Violet Khoury (erste Bürgermeisterin in Israel) und Nelly Karkaby (erste in die Knesset gewählte arabische Frau) hervor.
Der Lehre Nachman Syrkins folgend, strebte die Histadrut die Verwirklichung einer sozialistischen Arbeitergesellschaft an, wobei sie in seinem Sinne weder Klassenkampf noch Revolution als legitime Mittel anerkannte. Auch Lohnverhandlungen standen dabei für die Histadrut nicht im Vordergrund, vielmehr diente sie kollektivistischen Zielen und dem Ziel der Ansiedlung. In diesem Sinne war sie auch für eine schnelle Aufnahme von Olim in den Arbeitsmarkt zuständig. Finanziell war der organisatorische Aufbau der Histadrut stark von der Zionistischen Weltorganisation (WZO) abhängig, welche bürgerlich-marktwirtschaftlich gesinnte Allgemeine Zionisten vereinte. Die Histadrut baute mit dem ausländischen Kapital im sozialen und produktiven Sektor umfassende genossenschaftliche Strukturen auf. Ihr Generalsekretär war von 1921 bis 1935 der Mapai-Politiker David Ben-Gurion. Bei der Fusion von HaPoel HaZair und Achdut haʿAvoda im Jahr 1930 positionierte sich die neue Partei Mapai zunehmend in Richtung der politischen Mitte.
Die Histadrut bot ihren Mitgliedern Arbeitsplätze mit festem Mindestlohn und ab 1926 den Achtstundentag. Es gab Aufstiegschancen in der Arbeitnehmervertretung, im Direktionskomitee und in den Unternehmen. Ihrem Ziel, eine jüdische Arbeiterklasse in Palästina zu erschaffen, lag das sozialistische Ideal des „Neuen Juden“ und einer propagierten „Eroberung der Arbeit und des Marktes“ zu Grunde. Dies war zunächst mit Schwierigkeiten verbunden, da jüdische Arbeiter für die jüdischen Unternehmer – nach damaliger Diktion die Besitzer sogenannter Produktionsmittel – teurer waren, weshalb diese ungern auf arabische Arbeiter verzichteten, welche sie als Tagelöhner anwerben konnten. Unter dem Vorwand, ebenfalls gegen arabischen „Feudalismus“ zu sein, wie George Mansur im Januar 1937 der Peel-Kommission darlegte, setzte die Histadrut die sogenannten „Wächter der Arbeit“ ein. Um in der Zeit des Jischuv auch arabische Arbeiter in diesem Sinne gewerkschaftlich zu organisieren, ihnen aber gleichzeitig bis 1959 die Histadrut-Vollmitgliedschaft zu verwehren, gründete die Histadrut 1932 die Palestine Labor League. Wechselnde Bündnisse ging sie aber auch mit den eigenständig organisierten arabischen Gewerkschaften Palestine Arab Workers Society (Haifa) und Arab Workers Society (Jerusalem) ein.

### Frühe oppositionelle Strömungen in der Histadrut
Die Histadrut vereinbarte „den historischen Pakt“ über die Zusammenarbeit mit der religiös-zionistischen Partei Misrachi (nicht zu verwechseln mit Mizrachim), bzw. später Agudat Jisra’el. Dies erlaubte es religiösen Arbeitern, zumal sie sich in ihrem Handeln an den Vorgaben ihrer Rabbiner orientierten, die Autorität der Histadrut anzuerkennen, ohne ihr persönlich beizutreten.
Die Beziehungen zum radikal-rechten Flügel des Zionismus, vertreten im Revisionismus um dessen Anführer Wladimir Zeev Jabotinsky, verschlechterten sich zu Beginn der 1930er Jahre. David Ben-Gurion hatte zwar 1934 mit Jabotinsky einen Vertragsentwurf über „freundschaftliche Beziehungen“ ausgearbeitet, dieser wurde aber 1935 bei einem Referendum der Histadrut-Mitglieder mit 60 gegen 40 % der Stimmen abgelehnt. Die Revisionisten waren jedoch schon 1934 aus der Histadrut ausgetreten und gründeten eine Gegengewerkschaft (1935–1946 verließen sie auch die Zionistische Weltorganisation). Damit traten sie als Streikbrecher gegen die Histadrut auf. 1944 kehrten Revisionisten in die Histadrut zurück. Ihre Militärorganisationen, die Hagana und die aggressiver auftretende Irgun, arbeiteten zeitweilig punktuell zusammen.
Die Kommunistische Partei Palästinas betrieb bis zu ihrem Ausschluss 1924 eine Histadrut-interne Linksopposition unter der Bezeichnung Frakzia. Sie warf der Histadrut Kolonialismus vor. Auch sowjetische Funktionäre kritisierten die Histadrut harsch. Andererseits konnte die Histadrut sich bei der Allrussischen Landwirtschaftsausstellung, die 1923 in Moskau eröffnet wurde, mit einem Stand vorstellen, dank der Vermittlung der russischen Hechaluz. Aus diesem Anlass fand im Oktober 1923 der „Internationale Bauernkongress“ statt, an dem David Ben-Gurion teilnahm. Die Mifleget Poʿalim Sozialistit Ivrit (MOPSI oder MOPS) ihrerseits forderten die Aufnahme arabischer Mitglieder und eine Trennung des Gewerkschafts- vom Produktionssektor. Die Histadrut-Leitung lehnte dies ab und verbot es 1922 jüdischen Bäckereiarbeitern, ihre Gewerkschaft für „international“ zu erklären und so auch Araber aufzunehmen. 
Die Histadrut war eine der wenigen etablierten Institutionen des Jischuvs, die sich für das jiddische Spracherbe der Diaspora einsetzte. Sie versuchte, jiddische und hebräische Literatur zusammenzuführen, indem sie beispielsweise regelmäßig Übersetzungen hebräischer Texte in ihre Zeitschrift aufnahm. Die allgemeine Sprachpolitik des israelischen Staates ließ ausschließlich das Hebräische als Landes- und Kultursprache gelten, während andere Sprachen, insbesondere das Jiddische, marginalisiert wurden und oft als Relikt der Diaspora galten.

### Die Histadrut im israelisch-palästinensischen Konflikt
1938 war das Histadrut-Unternehmen Solel Boneh am vom britischen Offizier Charles Tegart beaufsichtigten Bau der Turm-und-Palisaden-Siedlungen beteiligt. Sie trug später auch zum Prozess der Inbesitznahme des im Sechstagekrieg 1967 eroberten Westjordanlandes bei, indem sie ab Juli 1967, sogleich nach der de facto Annexion von Ostjerusalem nach dem Sechstagekrieg, im jordanischen Stadtteil mit seinen 20.000 Werktätigen aktiv wurde. Sie beauftragte den früheren Journalisten Ghazi Ilm ad-Din mit der Gewerkschaftsarbeit. So gab es zunächst rund 3500 Neumitgliedschaften von Ostjerusalemern in der Histadrut. 90 Einschreibungen hatte ein von der Gewerkschaft angebotener Ulpan. Auch fand ein Treffen arabischer Lehrer aus Israel und dem besetzten Gebiet im Gymnasium von Rechavia statt. Im Februar und März 1968 unterstützte die Histadrut zwei Streiks von Angestellten des Grand National Hotel und des Intercontinental.

### Strukturwandel der israelischen Gesellschaft
Lange stand die Histadrut der Arbeitspartei nahe, die ihrerseits wesentlichen Einfluss besaß. In den 1970er Jahren erreichte sie den Höhepunkt ihres gesellschaftlichen Einflusses, als über 80 % der Arbeitnehmenden durch sie organisiert waren. Israelische Arbeiter, die sich, wie im Fall von Hafenarbeitern in Aschdod, zu einem sogenannten Wilden Streik organisierten, wurden von ihr vor Gericht gebracht. Ab den 1970er Jahren wurde die Bürokratie der Histadrut zunehmend kritisiert. Auf die Arbeitslosigkeit und zunehmende Lohnungleichheit konnte sie kaum noch reagieren.
Als eines der ersten Unternehmen wurde die 1934 gegründete Textilsparte ATA privatisiert. 1994 wurde die Histadrut völlig umgebaut. Neben der Auflösung vieler Unternehmen im Zuge wirtschaftsliberaler (neoliberaler) Reformen kam es zu einer Abtrennung der Krankenkasse und der noch verbliebenen Reste der Gemeinwirtschaft der Chevrat HaʿOvdim. Zum ersten Mal konnte die Mapai in diesem Jahr nicht die internen Wahlen, die alle vier Jahre ablaufen, mit einer absoluten Mehrheit für sich entscheiden. 1995 wurde der Verband in Neue Histadrut umbenannt. Ihr Vorsitzender, Amir Peretz, gründete eine eigene Partei (Am Echad), die mit zwei Mandaten im israelischen Parlament vertreten war. Nach diesen Veränderungen hat die Histadrut ähnliche Aufgaben wie Gewerkschaften in der Europäischen Union, sie führt Lohnverhandlungen und ist der Dachverband der Einzelgewerkschaften. Sie ist Mitglied im Internationalen Bund freier Gewerkschaften.
Die Proteste in Israel gegen die geplante Justizreform 2023 weiteten sich auf die Histadrut aus, deren Zurückhaltung kritisiert wird. Am 18. Juli 2023 nahmen einige hundert Personen an einer Demonstration am Histadrut-Sitz in Tel Aviv teil. Eine weitere Demonstration fand am Sitz der Histadrut in Jerusalem statt. Diese gab bekannt, sie wolle zum gegenwärtigen Zeitpunkt keinen Generalstreik ausrufen. Arnon Bar-David, seit März 2019 Vorsitzender der Histadrut, hatte Ende März 2023 dem rechtsextrem bestückten Kabinett Netanjahu VI einen Arbeitsstreik von historischer Dimension angedroht.

## Die Unternehmen der Histadrut
Die Aktivitäten gingen dabei weit über rein gewerkschaftliche Tätigkeitsfelder hinaus. Zur Histadrut gehörten Ende der 1960er Jahre über 2100 Unternehmen:
- Die Histadrut war im Wohnungsbau tätig und errichtete vorstädtische Arbeiterwohnsiedlungen, die Kiriot haʿOvdim.[1] 1947 wohnten rund 25.000[1] Personen in den insgesamt 6150[1] errichteten Wohneinheiten, sie konnten diese Wohnung vergünstigt als Eigentum erwerben.[1] Für die Mieten wurde eine Obergrenze von 20 %[1] des Erwerbseinkommens festgelegt. Ein Beispiel dafür ist der Ortsteil Borochov in Givʿatajim, wo 320[1] Familien 1934 lebten.

- Die Histadrut gründete 1920[27] Kupat Cholim,[1] die größte Krankenkasse des Landes, die 1930 rund 15.000[10] Versicherte umfasste und bis 1935 diese Zahl mehr als verdoppelte.

- Die Histadrut betrieb den Medizinaldienstleister Klalit[15] und baute bis in die 1930er Jahre fünf[10] städtische Krankenhäuser und 33[10] ländliche Gesundheitszentren und errichtete Alters- und Erholungsheime.

- Die Histadrut gründete die Versicherungsgesellschaft Hasneh[10] und den Pensionsfonds Mivtachim.[9]

- Die Histadrut betrieb mit HaMaschbir[3][28] ein Distributionsnetz eigener den Mitgliedern vorbehaltenen Lebensmittelläden, sie verteilten z. B. Milchprodukte der Kooperative Tnuva[10] aus der Produktion der Kibbuzim.

- Die Histadrut gründete 1935[27] die Busgesellschaft Egged und betrieb auch Dan.[9]

- Die Histadrut war 1936 an der Gründung der Hafenbetriebsgesellschaft Otzar Mifʿalej Jam des Hafens von Tel Aviv beteiligt.[29]

- Die Histadrut betrieb Kultur-, Sport- und Medien-Einrichtungen, wie Bibliotheken,[1] ab 1925[6] die Tageszeitung Davar[9] mit der Wochenendbeilage Davar HaSchavuʿa,[30] den Verlag Am Oved,[9] sowie den Sportverband HaPoel.[9]

- Die Histadrut betrieb eigene Volksschulen. Mitte der 1930er Jahre waren 44 %[10] aller hebräischsprachigen Schulen der Histadrut angeschlossen. Die Schulen der Arbeiterschaft auf der Primar- und Sekundarschulstufe wurden als Zerem HaOvdim behinoukh[9] bezeichnet.

- Die Histadrut gründete 1921[6][28] mit Hilfe der Zionistischen Weltorganisation[28] ihre eigene Bank, die Bank HaPoʿalim.[3] Die ersten vier Jahrzehnte nach der Staatsgründung erlaubte das israelische Finanzministerium der Histadrut, ihre Pensionsgelder in die eigene Beteiligungsgesellschaft Chevrat HaʿOvdim zu investieren, wodurch sie einen stetigen Kapitalfluss gewährleisten konnte.

Im Bereich der Histadrut waren in den 1950er Jahren etwa 20–25 % der israelischen Arbeitnehmer beschäftigt. Die wichtigsten Unterorganisationen des Produktionssektors waren:
- ATA (Kleider)[23]
- Koor (Industrie)[1][10][15]
- Mekorot (Wasser)[4]
- Nir (Landwirtschaft)[1]
- Solel Boneh (Bauwesen)[1][10][7]